# 莱马特尔达蒂耶尔
莱马特尔达蒂耶尔（法語：Les Martres-d'Artière，法語發音：[le maʁtʁ daʁtjɛʁ]）是法国多姆山省的一个市镇，属于克莱蒙费朗区。

## 地理
莱马特尔达蒂耶尔（45°50'6"N, 3°15'41"E）面积14.96 平方千米，位于法国奥弗涅-罗讷-阿尔卑斯大区多姆山省，该省份为法国中南部省份，北起阿列省接壤，东临卢瓦尔省，南至上盧瓦爾省和康塔爾省，西接科雷兹省和克勒兹省。
与莱马特尔达蒂耶尔接壤的市镇（或旧市镇、城区）包括：博尔加尔莱韦克、沙瓦鲁、若兹、吕萨、蓬迪沙托。

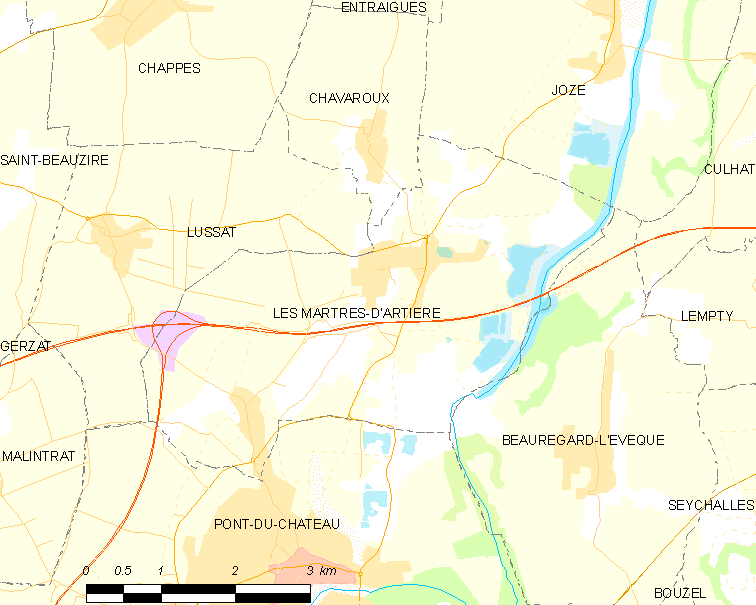
莱马特尔达蒂耶尔的OSM定位图

莱马特尔达蒂耶尔的时区为UTC+01:00、UTC+02:00（夏令时）。

## 行政
莱马特尔达蒂耶尔的邮政编码为63430，INSEE市镇编码为63213。

## 政治
莱马特尔达蒂耶尔所属的省级选区为艾格佩斯县。

## 人口

1962-2008年间莱马特尔达蒂耶尔人口变化图示

莱马特尔达蒂耶尔于2022年1月1日时的人口数量为2237人。